# Lars Kjeldgaard
Lars Kjeldgaard (født 4. september 1956, død 3. juni 2010) var en dansk dramatiker, manuskriptforfatter og filmproducer.

## Liv og karriere
Lars Kjeldgaard gik på Aarhus Universitet, hvor han i 1982 blev uddannet indenfor dramaturgi. I 1986 uddannede han sig som producer på Filmskolen i København og var fra 1987 til 1996 ansat som underviser på samme skole. Sammen med Mogens Rukov uddannede Kjeldgaard en generation af filmskabere som Thomas Vinterberg, Per Fly, Ole Christian Madsen og Annette K. Olesen. Disse talte også manuskriptforfattere som Kim Fupz Aakeson og Bo Hr. Hansen.
Lars Kjeldgaards første film som instruktør var Når vinden vender (1987), hvor han også skrev manuskriptet. Han var også medforfatter på Susanne Biers Det bli’r i familien (1994), Tomas Gislasons Patrioterne (1997) og P.O.V. (2001) samt Åke Sandgrens Fluerne på væggen (2005) og Jacob Thuesens De unge år (2007). Han bidrog også til Søren Faulis film Supermaterialisme (1995) og Den store Kul-Tur (1996). Mest kendt blev Lars Kjeldgaard for sine manuskripter til tv-serier. Han var medforfatter på Ole Christian Madsens Edderkoppen, De udvalgte og Per Flys Forestillinger og Blekingegade.
I en periode var Lars Kjeldgaard tilknyttet Nordisk Film som producer. Her skrev han det dogme-inspirerede manifest Director’s Cut, hvor han gjorde op med dyre produktionsvaner og gav et sjældent indblik i filmproduktion. Sammen med Claus Flygare og Kari Vidø modtog han i 2008 en Reumert for teaterstykket Fobiskolen.

## Død
Fredag den 4. juni 2010 blev Lars Kjeldgaard fundet død i sin lejlighed i København. Tidligere på ugen havde han den 1. juni gået en tur med sine hunde i Dyrehaven, da en hjort kom for tæt på, hvilket gjorde hundene utrygge og aggressive. På et tidspunkt satte de i fart med det resultat, at Kjeldgaard snublede med hovedet først mod asfalten, fordi hans ben var viklet ind i hundesnorene. Lars Kjeldgaard ønskede hverken politi eller ambulance tilkaldt, men vendte hjem til lejligheden og døde af en hjerneblødning den 3. juni. Han blev 53 år gammel.
Kjeldgaards tidlige død kom som et chok for den danske filmindustri, hvor han var blevet anset som en karismatisk og respekteret person. Han blev mindet af andre kollegaer såsom Mogens Rukov, Vinca Wiedemann, Tomas Villum Jensen, Åke Sandgren og Peter Aalbæk. Kjeldgaards sidste projekt blev dokumentarfilmen Tommy, hvor han skrev manuskriptet med Sami Saif. Filmen blev udgivet i november 2010, næsten et halvt år efter hans død.
Kjeldgaard fik opkaldt en pris efter sig ved navn Lars Kjeldgaard Prisen. Den gives hvert år til en person, som ”forener et særligt talent med et engageret kunstnerisk virke inden for film og teater”. Prisen er stiftet af Kjeldgaards nære og familie.